# Sadie Robertson
Sadie Carroway Robertson (West Monroe, Luisiana, 11 de junio de 1997) es una actriz y personalidad de televisión estadounidense conocida por ser miembro del elenco de la serie Duck Dynasty de A&E.

## Biografía
Robertson es la nieta de Phil Robertson, fundador de Duck Commander. Sus padres son Korie (Howard de soltera) Robertson y Willie Robertson, el CEO actual de la compañía. Ella tiene cinco hermanos; John Luke Robertson, Rebecca Loftin, Willie Robertson Jr., Bella Robertson y Rowdy Robertson.
Ella cantó «Away in a Manger» con Alison Krauss para el álbum más vendido de su familia, Duck the Halls: A Robertson Family Christmas.
Robertson es una autora, un oradora, y fue el segundo puesto en la temporada 19 de Dancing with the Stars. Robertson también se ha aventurado a actuar con papeles en God's Not Dead 2 y I'm Not Ashamed, y lanzó su exitosa gira «Live Original Tour» en el otoño de 2016. Robertson estará de gira con Winter Jam en 45 ciudades en 2017.
Robertson tiene varios negocios incluyendo una línea del vestido del baile de fin de curso con Sherri Hill, fuentes de la escuela para DaySpring, joyería y artículos caseros con Glory Haus, y una línea de moda de rue21. También se asoció con Roma Boots y trabajó junto a ellos en su misión de «dar a la pobreza la bota».
En 2014, Robertson escribió un best-seller del The New York Times sobre la fe y los valores cristianos llamado «Live Original». También ha escrito un devocional con el mismo título (Live Original) y un libro de ficción, «Life Just Got Real: A Live Original Novel» (Live Original Fiction).
Políticamente, Robertson apoyó a Donald Trump durante las elecciones presidenciales de Estados Unidos de 2016, al igual que su padre Willie.

## Vida personal
El 9 de junio de 2019, Robertson se comprometió con su novio, Christian Huff. Se casaron el 25 de noviembre de 2019. Su primera hija, Honey, nació en mayo de 2021. En noviembre de 2022 anunciaron que estaban esperando otro hijo. Su segunda hija, Haven, nació en mayo de 2023.

## Filmografía
| Año  | Título           | Papel   | Notas |
| ---- | ---------------- | ------- | ----- |
| 2016 | God's Not Dead 2 | Marlene |       |
| 2016 | I'm Not Ashamed  | Charity |       |

| Año       | Título                 | Papel      | Notas                             |
| --------- | ---------------------- | ---------- | --------------------------------- |
| 2012–2017 | Duck Dynasty           | Ella misma |                                   |
| 2014      | Dancing with the Stars | Ella misma | Segundo puesto en la temporada 19 |

| Año  | Canción         | Artista        | Papel      |
| ---- | --------------- | -------------- | ---------- |
| 2017 | «Past the Past» | Lawson Bates   | Ella misma |
| 2018 | «The Long Way»  | Brett Eldredge | Ella misma |

## Dancing with the Stars
En 2014, ella fue una competidora en la temporada 19 de Dancing with the Stars. Ella fue emparejada con el bailarín profesional Mark Ballas, ambos llegaron a la final y  terminaron la competencia en el segundo puesto detrás de los ganadores Alfonso Ribeiro y Witney Carson.
| Semana | Baile / Canción                                | Puntajes de los jueces   | Puntajes de los jueces   | Puntajes de los jueces   | Puntajes de los jueces   | Resultado        |
| Semana | Baile / Canción                                | C.I                      | L.G.                     | J.H.                     | B.T.                     | Resultado        |
| --- | ---------------------------------------------- | ------------------------ | ------------------------ | ------------------------ | ------------------------ | ---------------- |
| 1 | Chachachá / «Birthday»                         | 8                        | 8                        | 9                        | 9                        | Salvados         |
| 2 | Jazz / «She's Country»                         | 8                        | 7                        | 8                        | 8                        | Salvados         |
| 3 | Vals vienés / «Married Life»                   | 8                        | 81                       | 8                        | 8                        | Salvados         |
| 4 | Samba / «Hunter»                               | 9                        | 92                       | 10                       | 9                        | Salvados         |
| 53 | Charlestón / «Crazy Stupid Love»               | 9                        | 94                       | 9                        | 9                        | Sin eliminación  |
| 6 | Rumba / «Diamonds»                             | 9                        | 105                      | 8                        | 8                        | Salvados         |
| 7 | Pasodoble / «Come with Me Now»                 | 7                        | 7                        | 8                        | 8                        | Salvados         |
| 7 | Equipo Freestyle / «Time Warp»                 | 8                        | 8                        | 8                        | 8                        | Salvados         |
| 8 | Contemporáneo / «Uninvited»                    | 9                        | 9                        | 10                       | 10                       | Salvados         |
| 8 | Duelo de Chachachá / «Really Don't Care»       | No ganaron puntos extras | No ganaron puntos extras | No ganaron puntos extras | No ganaron puntos extras | Salvados         |
| 9 | Jive / «1, 2, 3 Turnaround»                    | 8                        | 9                        | 8                        | 8                        | Últimos salvados |
| 9 | Foxtrot en trío / «Can't Take My Eyes Off You» | 10                       | 10                       | 10                       | 10                       | Últimos salvados |
| 10 (Semifinal) | Quickstep / «Problem»                          | 9                        | 10                       | 9                        | 9                        | Últimos salvados |
| 10 (Semifinal) | Tango argentino / «Problem»                    | 9                        | 9                        | 10                       | 9                        | Últimos salvados |
| 11 (Final) | Samba / «Hunter»                               | 10                       | 9                        | 10                       | 9                        | Salvados         |
| 11 (Final) | Freestyle / «Super Mario Bros. Theme»          | 10                       | 10                       | 10                       | 10                       | Salvados         |
| 11 (Final) | Samba & Quickstep fusión / «Nitty Gritty»      | 10                       | 10                       | 10                       | 10                       | Segundo puesto   |
| 1Puntaje dado por el juez invitado Kevin Hart en lugar de Goodman. 2Puntaje dado por el público en lugar de Goodman. 3Por los «cambios de pareja», Robertson bailó con Derek Hough y Ballas con Bethany Mota. 4Puntaje dado por la juez invitada Jessie J en lugar de Goodman. 5Puntaje dado por el juez invitado Pitbull en lugar de Goodman. |                                                |                          |                          |                          |                          |                  |